# Sporting Clube do Lubango
Der Sporting Clube do Lubango, meist nur Sporting do Lubango genannt, ist ein angolanischer Fußballverein aus Lubango, Hauptstadt der Provinz Huíla. Neben Fußball betreibt der Klub vor allem Tennis, aber auch Basketball, Tischtennis, Taekwondo und Boxen.

## Geschichte
Der Klub wurde am 27. Juli 1922 als Sporting Clube de Sá da Bandeira gegründet, in der damaligen portugiesischen Kolonie Angola. Die heutige Stadt Lubango trug damals den portugiesischen Ortsnamen Sá da Bandeira. Gegründet wurde er als 45. Filialverein des portugiesischen Klubs Sporting Lissabon.
Nach der Unabhängigkeit Angolas 1975 gelang dem Verein 1994 der Aufstieg in die höchste Spielklasse des Landes, dem Girabola. Nach zwei Spielzeiten im Girabola stieg Sporting do Lubango am Ende der Saison 1996 wieder ab. Der Klub tritt heute in Ligen des Provinzverbandes von Huíla an.
Im Tennis Angolas ist der Klub ebenfalls bekannt. So konnte er 2010 die Provinzmeisterschaft Huílas gewinnen.